# Museu Arqueològic d'Eivissa i Formentera
El Museu Arqueològic d'Eivissa i Formentera és un museu d'història centrat en la història de les illes Pitiüses. Aquest museu té com a principis la conservació, investigació, exhibició i divulgació de les restes materials dels diferents períodes que conformen el passat històric d'aquestes illes, des de la prehistòria fins a la conquesta catalana l'any 1235 pel rei Jaume I. És un museu de titularitat estatal i gestionat pel Govern Balear. Format per dues seus, constitueixen en si mateixos una història plena de construccions i intervencions.

## Col·lecció
La col·lecció neix del llegat de la Societat Arqueològica Ebusitana que des de l'any 1903, quan es va crear, va reunir mantes peces de les excavacions realitzades a diferents punts de l'illa d'Eivissa, especialment de la Necròpoli del Puig des Molins.
Però cap a l'any 1905 aquesta institució ja es veia desbordada pel gran volum d'objectes de la col·lecció i per les despeses que això comportava. Davant aquesta situació, era menester actuar per preservar la col·lecció de la disgregació en cas de dissolució. La solució definitiva vindria de mà del director de la Societat Arqueològica Ebusitana, Joan Roman i Calbet, i que consistia a fer l'entrega a l'Estat de la col·lecció sota condició de responsabilitzar-se del manteniment i pervivència en conjunt de tota la col·lecció. La col·lecció es veuria augmentada amb les col·leccions propietat de Joan Roman i Calbet i amb la d'Artur Pérez-Cabrero, sotsdirector de la societat i conservador del museu fins a 1916, data de la seva mort. A banda d'aquestes, s'han de sumar els materials arqueològics trobats en el considerable nombre de campanyes d'excavacions arqueològiques que dirigides des del museu, han anat enriquint els seus fons.

## Seu de Dalt Vila

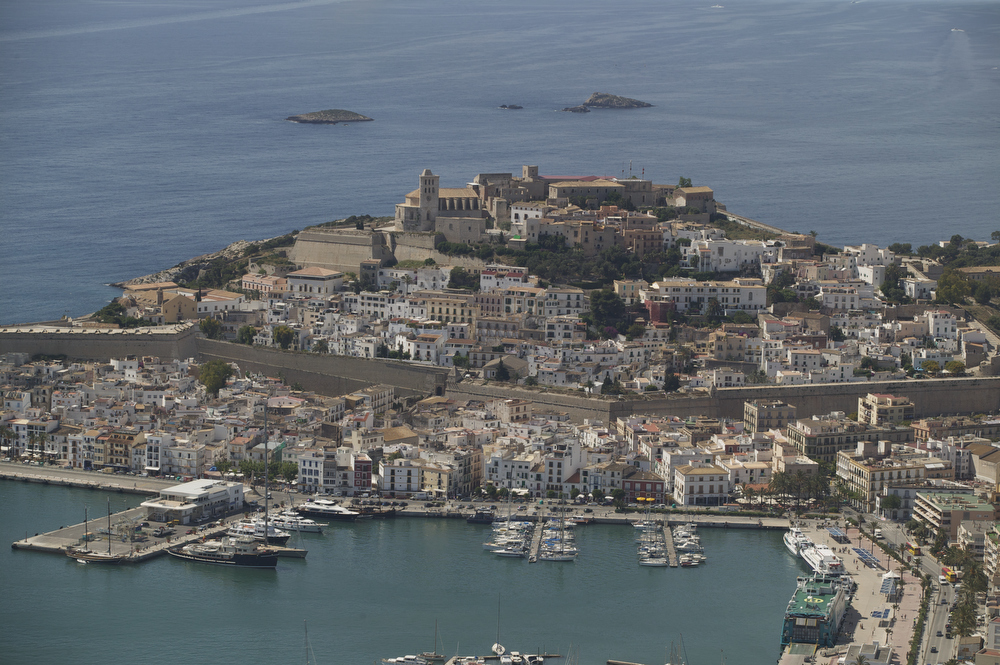
Vista aèria de Dalt Vila

El traspàs de la col·lecció de la Societat Arqueològica Ebusitana a l'Estat es va materialitzar el 27 de setembre de 1907 quan es va publicar per Real Ordre la constitució del Museu Arqueològic de Dalt Vila.
La nova institució s'instal·laria en el mateix lloc que l'Ajuntament d'Eivissa ja havia cedit l'any 1903 a la Societat Arqueològica Ebusitana. Es tractava de dos edificis annexos del segle xvi, situats en la part alta de l'antiga ciutat emmurallada, Dalt Vila: l'antiga Universitat, que anteriorment havia estat seu de l'ajuntament, i la Capella del Salvador, que fins a 1688 va ser la seu del gremi de mariners i adquirida per la universitat el 1702.

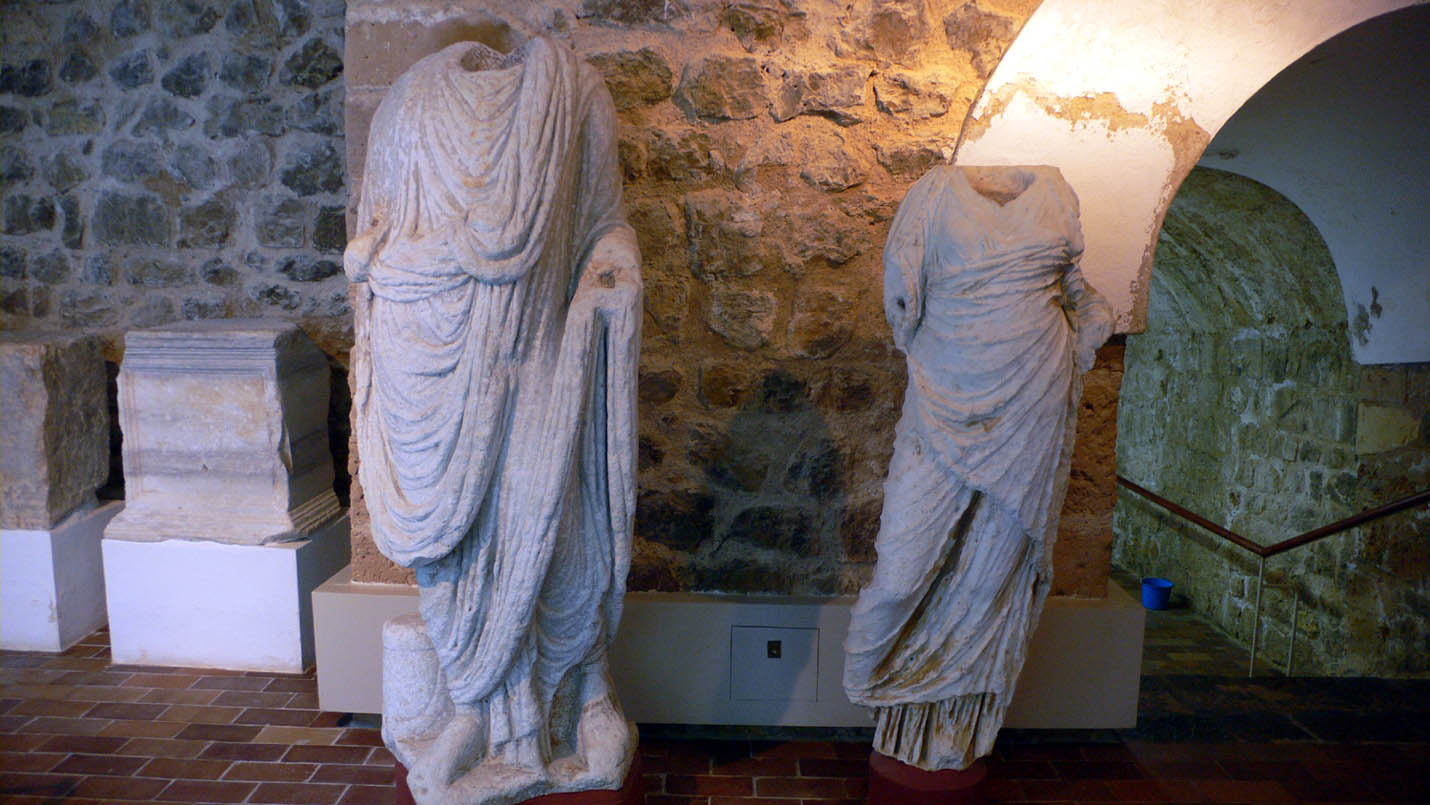
Museu Arqueològic. Dalt Vila

Des d'un principi, l'adequació dels edificis per atendre les necessitats tècniques del museu va ser la preocupació principal de la direcció del museu. El 1907, l'estat dels edificis havia de ser bastant precari pel que es van emprendre les primeres obres de condicionament. En el transcurs de les obres es va posar al descobert sota el paviment de la Capella del Salvador una cripta que es convertiria en magatzem del museu i taller de restauració. Però amb aquesta obra no va hi haver prou per resoldre el mal estat dels edificis, per la qual cosa s'encarregaran tot un seguit de projectes d'intervenció després de l'any 1908, encara que les obres no es duen a terme fins a 1911; i el 1914 que fins a 1917 no es comença a executar.
Amb el pas del temps, un fet que semblava anar fent-se evident era la manca d'espai. Els immobles quedaven ja insuficients per albergar les col·leccions i els fons del museu que anaven creixent en gran nombre, fruit de les intenses excavacions que es van realitzar en la dècada dels anys vint. El 1929, aprofitant la visita del rei Alfons XIII a Eivissa, el director del museu, Carles Roman i Ferrer, li va proposar comprar els terrenys de la Necròpoli del Puig des Molins per a construir-hi un nou museu per donar cabuda a les abarrotades col·leccions del museu de Dalt Vila. El projecte es va redactar immediatament, però la caiguda de la monarquia l'any 1931 va frustrar aquest projecte.
En un segon intent el 1934, amb la visita del president de la Segona República Espanyola, Niceto Alcalá Zamora es va aconseguir començar les obres el 1935. Però el començament de la Guerra Civil espanyola va paralitzar les obres que van romandre abandonades fins a 1965, any en què es reprenen per a fer-ne el Museu Monogràfic del Puig des Molins. La manca d'espai continuava sent un problema innegable, per la qual cosa es va optar per destinar el museu de Dalt Vila als materials de la resta de jaciments de les illes Pitiüses, donant-li un caràcter de museu general.
El 1974 va ser nomenat com a director Jordi Humbert Fernández i Gómez, actual director. La seva arribada va suposar un nou rumb definitiu per al museu. Va apostar per un ampli programa d'actuacions: la remodelació dels museus, la programació de les noves excavacions, de l'organització del fons del museu i de la sensibilització i divulgació del patrimoni arqueològic. La nova cara dels museus es va inaugurar el dia 3 de febrer de 1979 pel ministre de Cultura Pío Cabanillas. Encara existien dificultats de caràcter tècnic i museogràfic, tals com els problemes de recorregut, amb llargues escales, i unes deficients condicions ambientals i d'infraestructures, com la falta d'uns serveis higiènics per als visitants i personal del centre.
El 1990 un nou projecte de reforma tractaria de resoldre aquests problemes a més d'aportar un nou muntatge museogràfic de l'exposició permanent. La reforma i el nou muntatge s'inauguren el 27 de gener de 1995, encara que sense resoldre per complet els problemes de recorregut i falta d'espai. Però en aquest moment s'aprofita per canviar el nom oficial del museu en Museu Arqueològic d'Eivissa i Formentera, d'acord amb els materials exposats més significatius de les societats que van habitar les illes Pitiüses, des de la prehistòria fins a l'edat mitjana.
Pel que fa al camp de la investigació arqueològica, des de l'any 1974, el Museu Arqueològic d'Eivissa i Formentera impulsa un pla de recuperació i control del patrimoni arqueològic a les illes Pitiüses. Tanmateix, el museu col·labora com a responsable de les intervencions a solars de la ciutat i a molts punts de les illes amb la col·laboració de joves estudiants interessats en l'arqueologia o recentment llicenciats com Joan Ramon Torres, després Cap del Servei d'Arqueologia del Consell Insular d'Eivissa i Formentera, i Benjamí Costa, conservador del museu des de l'any 2004.
Des de l'any 2000, el museu impulsa un programa d'excavacions centrat en la part baixa de la Necròpoli del Puig des Molins, codirigides per Jordi H. Fernández director del museu, i Ana Mezquida, labor finançada pel Diario de Ibiza i que ha dotat importants informacions per a la investigació i que ha permès la recuperació d'un nombre considerable de materials arqueològics. Des del 2001 col·labora al programa d'investigació «La producció de porpra a Eivissa durant l'Antiguitat» sota la direcció del conservador del museu, Benjamí Costa i la professora d'Història Antiga de la Universitat de València Carmen Alfaro.
Quant a la divulgació de la investigació, el museu arrenca el 1979 una labor editorial que el 1995 passa a denominar-se Treballs del Museu Arqueològic d'Eivissa i Formentera amb una rica producció que acull els textos de les Jornades d'Arqueologia, monografies, o temes relacionats amb els fons del museu. Altres edicions de caràcter més divulgatiu són els breus catàlegs d'algunes de les exposicions dels museus, els Quaderns Didàctics, i el conjunt de fitxes didàctiques dedicades a la prehistòria.
En aspectes de divulgació cultural, el museu ha organitzat mantes exposicions tant de caràcter arqueològic produïdes pel mateix museu, com altres itinerants del Ministeri de Cultura o bé d'altres organismes. Altres activitats impulsades són les conferències, que abasten temes molt variats. A partir de l'any 1986 es van començar a programar dos cicles de conferències: el Seminari de Novetats Arqueològiques de les Illes Balears i Pitiüses, que a partir de 1990 pren el nom de Seminari d'Arqueologia, i les Jornades d'Arqueologia Feniciopúnica, ambdues amb una programació anual. D'altra banda, el museu col·labora en les activitats que es desenvolupen des de l'Associació d'Amics del Museu Arqueològic d'Eivissa i Formentera que tanmateix organitza cicles de conferències, cursos i tallers.

## Museu Monogràfic i Necròpoli del Puig des Molins[3]

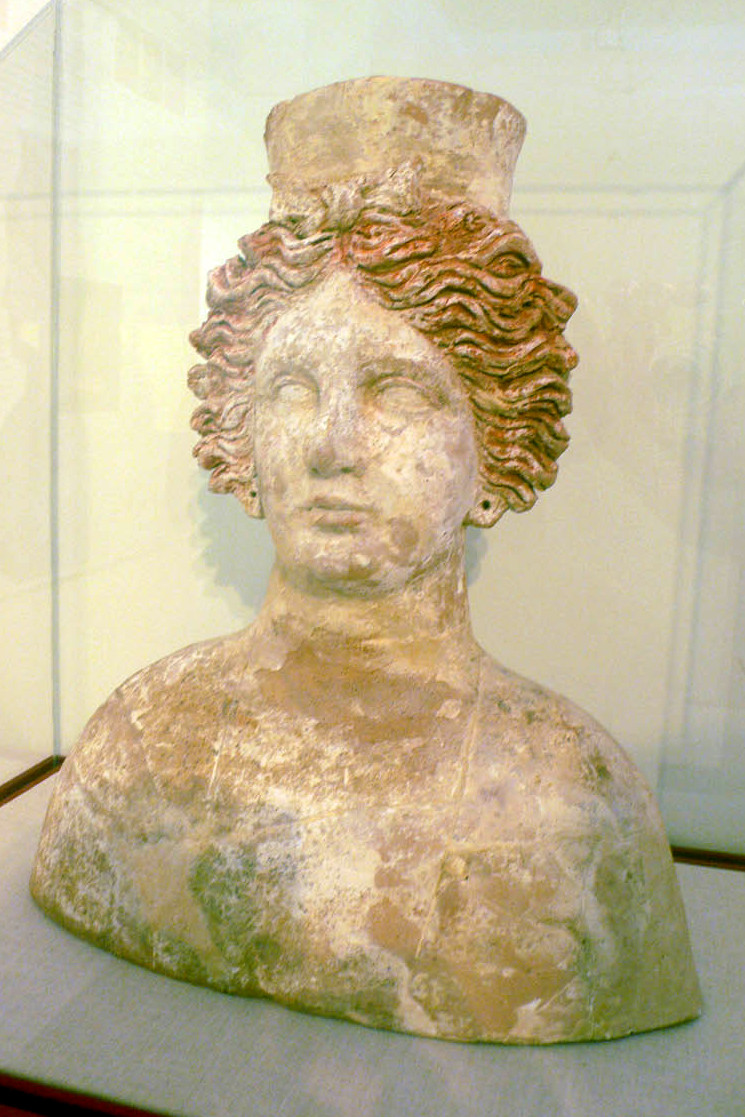
La deessa Tanit

Amb una superfície superior als 50.000 m², el jaciment arqueològic del Puig des Molins va ser declarat el 1931 com a Monument Nacional, i el 1999 com a Patrimoni de la Humanitat per la UNESCO. En aquest jaciment s'han documentat diferentes formes d'enterraments d'època fenícia, púnica, romana i islàmica. L'origen del museu neix amb la intenció de construir un nou edifici per substituir al Museu Arqueològic de Dalt Vila, a causa de l'escàs espai d'aquest que ja no donava l'abast per albergar les col·leccions i fons del museu. La construcció comença el 1935 a l'obac del petit turó anomenat Puig des Molins, a l'actual Via Romana al centre del municipi d'Eivissa.
L'impulsor d'aquesta nova construcció va ser el director del museu en aquell moment, Carles Roman Ferrer, que va aprofitar la visita d'Alfons XIII el 1929, per fer-li la proposició d'expropiació dels terrenys de la necròpoli i construir un edifici que esdevindré la nova seu del Museu Arqueològic. El projecte es va redactar immediatament, però la caiguda de la monarquia l'any 1931 va frustrar aquest projecte. Anys més tard, un segon intent per part de Roman i Ferrer vindria donat per la visita oficial del president de la Segona República Espanyola Niceto Alcalá Zamora l'any 1934. Roman i Ferrer intenta reprendre el projecte i Alcalá Zamora es va comprometre a impulsar la construcció del museu, encara que en aquest no s'incloïa la compra de terrenys del jaciment, per la qual cosa Roman i Ferrer va fer donació d'uns terrens annexos que eren de la seva propietat.
El projecte va ser redactat per l'arquitecte Francesc Roca i Simó i les obres van començar el 1935. Les obres s'anaven efectuant a molt bon ritme fins que el 1936 amb la Guerra Civil espanyola es paralitzen fins als anys seixanta. Cap al 1963, l'obstinació i lluita de José Maria Mañá d'Angulo, director del Museu des de 1944, van fructificar, va aconseguir que el Ministeri d'Educació Nacional encarregués a l'arquitecte Antoni Roca Cabanellas, fill de Roca Simó, l'adequació del projecte del seu pare.

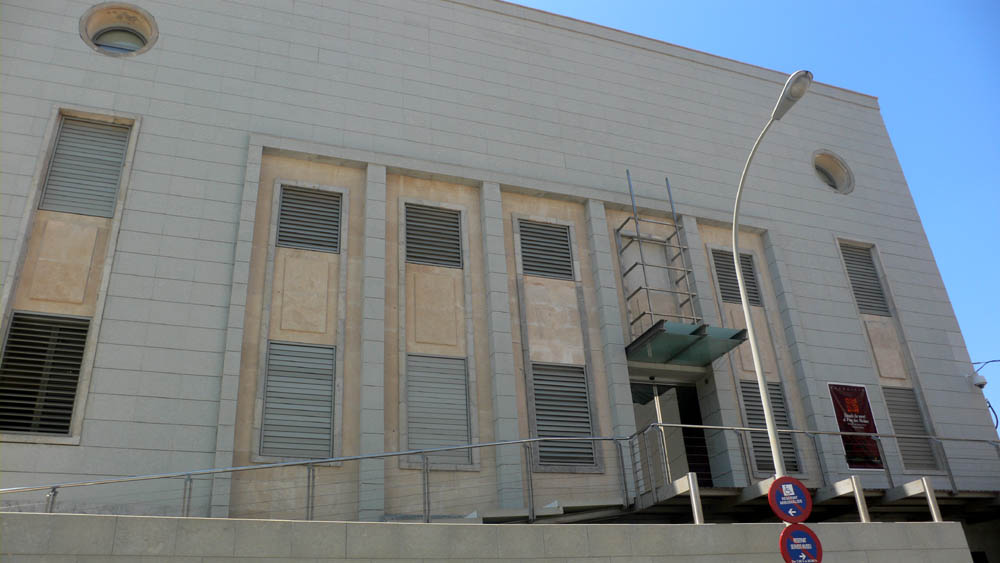
Museu Monogràfic del Puig des Molins

Aquest nou projecte es va ajudar de l'estructura existent de l'obra original, però la va integrar en els corrents estètics de l'època, que presenten una marcada influència de l'arquitectura alemanya nazi, que va deixar una forta empremta en l'arquitectura espanyola de l'època, i alhora, influències de l'arquitectura racionalista espanyola.
Les modificacions del projecte passaven per una correcció de l'altura dels paraments de l'obra original, prevista ser d'una planta, per ser-hi finalment de dues plantes amb tal d'oferir un millor aprofitament de l'espai. També es va modificar l'escala d'accés que en el primer projecte era una llarga escalinata, però que amb l'evolució de la ciutat amb les noves construccions a la Via Romana era inviable; per la qual cosa es va optar per una doble escalinata lateral adossada a l'edifici.
Les obres anaven progressant força adequadament de tal manera que, entre els dies 15 i 30 d'octubre de 1966, l'edifici va poder acollir l'exposició de la II Biennal d'Art Internacional; encara que no obre les portes fins a l'any 1968 com a museu destinat íntegrament a la Necròpoli del Puig des Molins.
La manca d'espai del museu de Dalt Vila era un problema que no trobava solució viable. Pel que el nou edifici de la Via Romana acolliria també les dependències administratives, la direcció, la biblioteca i els magatzems. De la mateixa manera que el museu de Dalt Vila, l'edifici de la Necròpoli compta amb tot un seguit d'obres i intervencions al llarg de la seva història.
El 1977 es va portar a terme una primera gran intervenció que va consistir a avançar la façana, tancant l'ampli pòrtic columnat, i gràcies a l'àmplia altura dels fonaments de l'edifici, la creació d'una entreplanta on es va situar el nou taller de restauració. També es van traslladar els serveis higiènics a la segona planta, i es va instal·lar la sala de lectura i la biblioteca, que es va comunicar amb una escala de caragol amb la primera planta. El 1981, el Ministeri de Cultura encarrega un nou projecte de remodelació amb la finalitat d'ampliar l'exposició permanent aplicant una més moderna concepció museística i per millorar els serveis interns del museu. El resultat d'aquesta reforma s'inaugura el 30 de desembre de 1981.
Anys més tard, una segona fase de remodelació que es finalitza a principi de l'any 1984 i que va consistir en l'ampliació de nous serveis en la segona planta, un nou magatzem de materials, un montacàrregues, i el trasllat del taller de restauració a un espai més idoni. Es va aprofitar també per reorganitzar els espais de la primera planta, ampliar la biblioteca i redistribuir els espais destinats a direcció, administració i investigació. El 1995, de nou un projecte de reordenació de l'exposició permanent per a d'adaptar-la juntament amb els nous descobriments arqueològics provinents de la necròpoli, i amb intenció afegida de dotar-la amb una millor museologia. Per aquest motiu el museu va tancar les portes al públic durant la reforma.
Però alhora que es redactava aquest projecte, es van detectar problemes greus d'estructura a l'edifici, provocats sobretot pel pas del temps. Davant això, i amb propòsit d'alliberar càrregues, es va procedir a traslladar el magatzem principal i de la biblioteca a la planta baixa. Posteriorment, el 1999 comença la reparació de diverses lesions en la coberta de l'edifici, la xarxa de sanejament, i s'habiliten nous espais de treball.
L'any 2004, el Ministeri va aprovar una nova reforma de l'edifici del Museu Monogràfic i Necròpoli del Puig des Molins amb la idea definitiva de dotar-lo de l'espai per a albergar i conservar els seus propis fons. Per això es torna a la recerca de solucions per tal de resoldre l'infinit tema de manca d'espai. La reobertura era prevista per a l'any 2007, però encara co ntinuava immers en obres el 2011. Finalment, va reobrir el 2012.

## Associació d'Amics del Museu Arqueològic d'Eivissa i Formentera

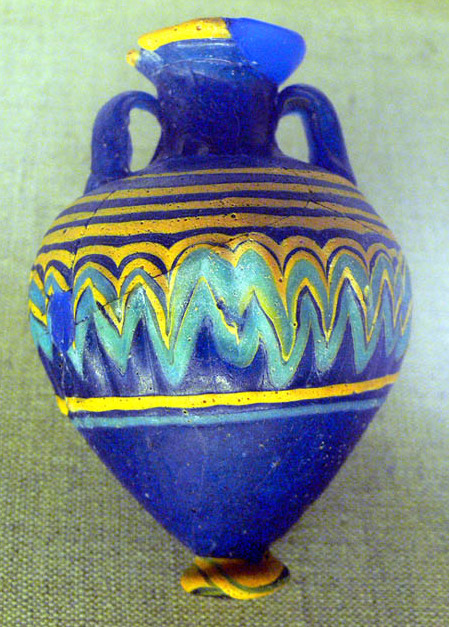
Ungüentari púnic

L'Associació d'Amics del Museu Arqueològic d'Eivissa i Formentera (AAMAEF) es va crear el 1991 per iniciativa d'un grup de persones vinculades al museu que volien col·laborar en les seves activitats. La idea era crear un organisme de suport que connectés el museu amb la societat, reunís persones properes a la institució i ajudés a reforçar-ne les activitats. Des de la creació, va generar un dinàmic moviment d'idees i iniciatives com a conferències, cursos i tallers, seminaris i viatges culturals.
Publica la revista Fites des de l'any 2000 per iniciativa de l'arqueòleg i conservador Benjamí Costa i Ribas. Els continguts de la revista anual abasten l'àmbit de les illes Pitiüses. És una revista cultural que abasta temes relacionats amb l'arqueologia, el patrimoni, la història i els museus, i que s'orienta cap a un públic general.